# Vitigno

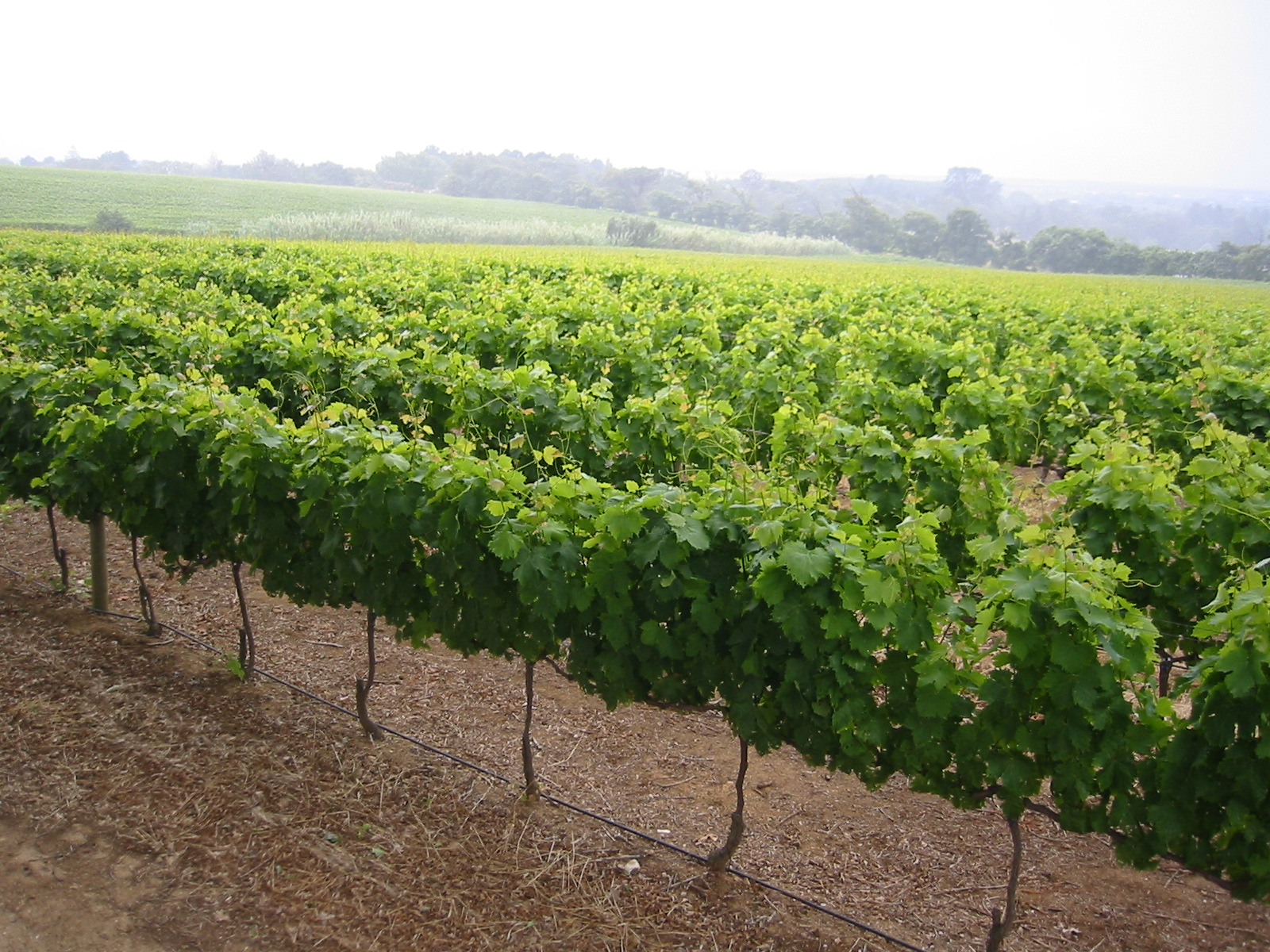
I filari di un vigneto

Con il termine vitigno si intende una determinata tipologia di vite coltivata, la quale fa sì che – tramite le sue uve –, il vino che ne viene prodotto, presenti determinate caratteristiche (ad esempio, al palato, di tipo olfattive e/o alla vista).

## Descrizione
I vitigni si possono distinguere per differenti forme e colori dei chicchi di uva, del grappolo e delle foglie, oltre che per differenti periodi di maturazione e soprattutto per le diverse caratteristiche organolettiche dei vini da essi ottenuti.
In funzione del colore dell'acino si distinguono i vitigni:
- a bacca nera (termine più corretto, dal punto di vista ampelografico, di bacca rossa: rosso è il colore del vino corrispondente)
- a bacca bianca
- a bacca rosa
- a bacca grigia

Per identificare un dato vitigno è necessaria un'accurata descrizione della forma delle foglie e dei frutti (grappoli); di questo si occupa l'ampelografia. Tale studio sistematico ebbe inizio con l'agronomo latino Columella e si sviluppò con Pier dei Crescenzi nel XIII secolo e soprattutto con il Conte Odart, che scrisse nel XIX secolo l'Ampelografia universale. Oggi, a queste accurate descrizioni morfologiche, standardizzate dall'Organisation internationale de la vigne et du vin, si sono aggiunte le più accurate analisi del DNA.
Numerosi vini vengono prodotti utilizzando una miscela di uve, per l'ammostamento, composte da differenti vitigni (uvaggio) oppure (ed è una cosa assai diversa) da una miscela di vini diversi per provenienza, modalità produttiva e invecchiamento, ma ciascuno tipicamente di derivazione di un solo vitigno (taglio).

### Vitigno aromatico
Categoria particolare di vitigno è il vitigno aromatico. Un vitigno aromatico è una varietà dotata di particolari odori e aromi, gradevoli ed estremamente riconoscibili, che riportano per definizione ad essenze vegetali raffinate (erbe e spezie). Queste note varietali, già percepibili distintamente assaggiando un acino di uva del vitigno aromatico, sono poi cedute al vino prodotto.
 
I vitigni aromatici sono
- moscati, tra cui moscato bianco, moscato giallo e zibibbo o moscato di Alessandria
- malvasie, tra cui la malvasia di Candia aromatica, la malvasia delle Lipari, la malvasia di Casorzo e quella di Brindisi
- brachetto
- gewürtztraminer[4]

Esistono anche i vitigni semiaromatici che hanno solo in parte i profumi primari dell’uva; tra questi si trovano:
- a bacca bianca: chardonnay, müller thurgau, riesling, sauvignon blanc, trebbiano, pinot bianco, glera, kerner[6]
- a bacca grigia: pinot grigio[4]
- a bacca nera: cabernet sauvignon, cabernet franc, merlot[6]

## Vitigni nel mondo
Nel mondo si stima che esistano più di 10.000 vitigni coltivati, numero che nel corso degli ultimi 15 anni è stato soggetto a notevoli cambiamenti. I più famosi e diffusi nel mondo (i cosiddetti "Vitigni internazionali") sono fra i rossi il Cabernet-Sauvignon, il Cabernet franc, il Merlot, il Pinot nero, lo Zinfandel e la Syrah; tra i bianchi il Sauvignon, lo Chardonnay, il Muscat ed il Riesling. I vitigni francesi sono praticamente coltivati in ogni nazione al mondo che produce vino (borgognoni: chardonnay e pinot nero; bordolesi: merlot e cabernet).

### Vitigni diffusi in Italia
In Italia i vitigni più diffusi sono tra i rossi il Lambrusco, il Nebbiolo, il Sangiovese, la Barbera, il Primitivo ed il Montepulciano; tra i bianchi il Trebbiano, il Vermentino, la Vernaccia, il Moscato, la Malvasia. Queste sono però le varietà di sicura origine italiana: molto diffusi e tra i primi posti della classifica anche gli onnipresenti vitigni internazionali (con Chardonnay e Merlot in testa).

#### Bacca nera
- Aglianico
- Aglianicone
- Albana Nera
- Aleatico
- Alicante
- Ancellotta
- Barbera
- Barbera dell'Emilia
- Bombino nero
- Bonarda
- Bovale sardo
- Brachetto
- Sangiovese
- Cabernet franc
- Cabernet-Sauvignon
- Caddiu
- Cagnulari
- Calabrese
- Canaiolo
- Canina
- Cannonau
- Carignano
- Casetta
- Castiglione
- Centesimino
- Cesanese
- Chatus
- Ciliegiolo
- Clinton
- Colorino
- Corvina
- Corvinone
- Croatina
- Dolcetto
- Fortana
- Franconia
- Frappato
- Freisa
- Fumin
- Gaglioppo
- Gamay
- Grappello Ruberti
- Greco nero
- Grignolino
- Groppello
- Lacrima
- Lagrein
- Lambrusco
- Longanesi
- Magliocco canino
- Malvasia di Casorzo
- Malvasia di Schierano
- Malvasia nera di Brindisi
- Malvasia nera di Lecce
- Mammolo
- Marzemino
- Merlot
- Molinara
- Monica
- Montepulciano
- Moscato di Scanzo
- Moscato rosa
- Nebbiolo
- Negrara
- Negrettino
- Negroamaro
- Nerello
- Nerello mascalese
- Nero Buono
- Nero d'Avola
- Neyret
- Nieddera
- Nocera
- Notardomenico
- Ottavianello
- Perricone
- Pignolo
- Pinot nero
- Primitivo
- Prugnolo
- Raboso
- Rebo
- Refosco dal peduncolo rosso
- Rondinella
- Rossese
- Rossignola
- Ruchè
- Sagrantino
- Sangiovese
- Schiava
- Schioppettino
- Sciascinoso
- Susumaniello
- Syrah
- Tai rosso
- Teroldego
- Terrano del Carso Triestino
- Tintilia
- Traminer aromatico
- Uva di Troia
- Uva Longanesi
- Uva fragola
- Uva Rara
- Vernaccia
- Vespolina
- Vin de Nus

#### Bacca bianca
- Albana
- Ansonica
- Antiniello
- Arneis
- Arvisionadu
- Asprinio
- Baratuciat
- Bellone
- Biancame
- Bianchello
- Biancolella
- Bombino bianco
- Bosco
- Bovale grande
- Carricante
- Catarratto
- Chardonnay
- Chasselas
- Cividino
- Cococciola
- Coda di Volpe
- Cortese
- Durella
- Erbaluce
- Falanghina
- Fiano
- Forastera
- Francavidda
- Friulano
- Garganega
- Glera (prosecco)
- Grecanico dorato
- Grechetto
- Greco
- Greco bianco
- Grillo
- Guarnaccia
- Impigno
- Inzolia
- Kerner
- Lumassina
- Malvasia
- Marchione
- Maruggio
- Maturano
- Minutolo
- Montonico
- Montù
- Moscato
- Moscatello selvatico
- Müller-Thurgau
- Nasco
- Nosiola
- Nuragus
- Ortrugo
- Pampanuto
- Passerina
- Pecorino
- Pepella
- Picolit
- Pigato
- Pignoletto
- Pinot bianco
- Pinot grigio
- Prié blanc
- Ribolla gialla
- Riesling
- San Lunardo
- Sauvignon
- Spergola
- Sylvaner
- Tai bianco
- Timorasso
- Torbato
- Traminer aromatico
- Trebbiano
- Verdeca
- Verdicchio
- Verduzzo Friulano
- Verduzzo Veronese
- Vermentino
- Vernaccia
- Viognier
- Vitovska
- Zibibbo